# ویلدتاوبه
ویلدتاوبه (به آلمانی: Wildetaube) یک منطقهٔ مسکونی در آلمان است که در لانگنوتسندورف واقع شده‌است.
 ویلدتاوبه  ۶۶۹ نفر جمعیت دارد.